# Малолетки
Малолетки (укр. Малолітки), село,
Григоровский сельский совет,
Изюмский район,
Харьковская область.
Код КОАТУУ — 6320481803. Население по переписи 2001 г. составляет 229 (98/131 м/ж) человек.

## Географическое положение
Село Малолетки находится на левом берегу реки Лукноваха, в 0,5 км водохранилище ~180 га, примыкает к селу Погоновка, рядом небольшие песчаные и глиняные карьеры.
В 3 км от села — железнодорожная станция Чайкин Мост, на северо-западе — сосновый лес.

## История
В 1946 г. Указом ПВС УССР село Ялканка переименовано в Малолетки.

## Экономика
В селе есть молочно-товарная ферма.

## Достопримечательности
- Братская могила советских воинов и памятный знак воинам-землякам